# 李志成 (1928年)
李志成（1928年4月—2021年1月9日），原名李勤，河北乐亭人，中国人民解放军将领，山东省军区原副政委。第六届全国人大代表。

## 生平
1928年4月生于河北省乐亭县胡家坨乡西走马浮村。1945年参加八路军，参与第二次国共内战中的锦州战役、辽沈战役、平津战役。1952年随中国人民志愿军四十六军参加朝鲜战争。1955年回国后在中国人民解放军第四十六军任职。1969年任吉林省军区长春警备区副政委。
1970年6月，调北京，历任解放军军政大学训练部教务部副部长、部长。1977年3月，任济宁军分区政委。1979年4月，兼任中共济宁地委常委、副书记。1979年7月，调任山东省军区副政委。1983年6月，兼山东省军区党委纪委书记。同年当选为第六届全国人大代表。1984年，转任省军区顾问。1988年离休。1990年6月，获独立功勋荣誉章。2021年1月9日上午在山东济南逝世，终年92岁。

## 家庭
李志成的外祖父李秀峰，字子恒，与李大钊为同乡人。李志成的舅父李乐光（原名李兆瑞、李白余），曾任中共北京市委统战部部长、北京市政协秘书长等职。